# Syrna
Syrna (en griego: Σύρνα; en italiano: Sirna) o Sirina (Σειρήνα), a menudo llamada Agios Ioannis en las cartas náuticas, es una pequeña isla de 11 km² situada a 35 km del área sureste de Astipalea y a 44 km al suroeste de Nisiros en el grupo de islas griegas del Dodecaneso ubicadas al sureste del país. Los habitantes de otras islas siguen practicando en ella la cría de ganado, la pesca y la agricultura.

## Geografía
Es una isla de unos 11 km², que mide 4 km de largo por 2,5 km de ancho. El punto más alto es una roca volcánica de 322 metros de altura. Al sureste de la isla, nos encontramos con varios islotes rocosos, las islas Tria Nisia, el mayor de los cuales se llama Plakida. Syrna está deshabitada en la actualidad.

## Historia
Restos minoicos de la Edad del Bronce Medio evidencian una temprana población de la isla. Llamada Sirina (en griego: Σειρήνα) en la antigüedad, en las aguas que rodean la isla se encontraron varios naufragios del período clásico o bizantino. Un naufragio de la época romana tardía (siglo II d. C.) se encontró con tecnología de sónar cerca de la isla por el Centro Helénico de Investigaciones Marinas en 2000.  Se pueden encontrar restos de edificios en una planicie entre dos bahías en el suroeste de la isla; aquí hay también una capilla dedicada a San Juan así como una segunda capilla de la isla dedicada a San Jorge. 
El 8 de diciembre de 1946, el buque Athina Rafiah que llevaba inmigrantes judíos a Palestina se hundió en la bahía Agiou Soassin, en la costa sur de Syrna, y más de setecientos supervivientes llegaron a las playas de la isla. EL dragaminas británico HMS Providence, trabajando con el HMS Chevron, el Temístocles HHMS y el Aegean HHMS logró rescatar a los supervivientes.

## Naturaleza
La vegetación de la isla está dominada por el enebro y matorral de monte bajo así como por sabina negral (Juniperus phoenicea).

### Conservación
La rocosa zona sureste de la isla es importante para el tránsito de las aves marinas migratorias y para la cría de aves de presa como la Pardela cenicienta, la Pardela mediterránea y el Halcón de Eleonor. Por ello forma parte de la Red Natura 2000.
- GR 4210011 Vrachonisia Egeou: Velopoula, Falkonera, Ananes, Christiana, Paxia, Fteno, Makra, Astakidonisia. Syrna Gyro Nisia (Βραχονήσια Νοτίου Αιγαίου: Βελοπούλα, Φαλκονέρα, Ανάνες, Χριστιανά, Παχειά, Φτενό, Μακρά, Αστακιδονήσια, Σύρνα-Γύρω νησιά).[4] (También clasificada como una de las Áreas importantes para la conservación de las aves.[3])